# Viktor Egnell
Viktor Egnell, född 22 mars 1872 i Skedevi församling, Östergötlands län, död 13 mars 1952 i Locketorps församling, Skaraborgs län, var en svensk lantbrukare och politiker (bondeförbundet). 
Egnell var riksdagsledamot i första kammaren 1936-1943, invald i Skaraborgs läns valkrets.
Viktor Egnell är farfar till Stig Egnell